# Palizada (gmina)

Położenie gminy Palizada na mapie stanu Campeche

Palizadaⓘ – niewielka gmina w południowo-zachodniej części meksykańskiego stanu Campeche, położona u podstawy półwyspu Jukatan, niedaleko wybrzeża Zatoki Meksykańskiej. Jest jedną z 11 gmin w tym stanie. Siedzibą władz gminy jest miasto Palizada. Gminę utworzono w 1916 roku decyzją gubernatora stanu Campeche.

## Geografia gminy
Powierzchnia gminy wynosi 2071,70 km², co czyni ją jedną z mniejszych w stanie Campeche. Gmina w 2005 roku liczyła 8290 mieszkańców. Powierzchnia gminy jest równinna, pokryta jest głównie lasami, które mają charakter lasów deszczowych oraz wodami spływającymi do znajdującej się na północny zachód od gminy Laguna de Términos. Klimat jest ciepły i wilgotny z temperaturami rocznymi zawierającymi się w przedziale 22,0 °C – 31,5 °C, ze średnią roczną wynoszącą 22 °C.

## Gospodarka gminy
Gmina ze względu na słabą infrastrukturę i brak przemysłu należy do uboższych w stanie Campeche. Ludność gminy jest zatrudniona według ważności w następujących gałęziach: rolnictwie, hodowli, leśnictwie, rybołówstwie,  usługach i turystyce. Najczęściej uprawia się kukurydzę, ryż, sorgo i soję a także niektóre gatunki sadownicze m.in. mango i cytrusy. Z hodowli najpowszechniejsza jest hodowla bydła mlecznego. Rybołówstwo rozwija się głównie w Laguna de Términos jednak ze względu na częściową ochronę zbiornika połowy są limitowane.